# Acineta salazarii
Acineta salazarii är en orkidéart som beskrevs av Soto Arenas. Acineta salazarii ingår i släktet Acineta och familjen orkidéer. Inga underarter finns listade i Catalogue of Life.